# Andreas Strobl (Kunsthistoriker)
Andreas Strobl (* 1965 in München) ist ein deutscher Kunsthistoriker und Mitarbeiter der Staatlichen Graphischen Sammlung München.

## Leben
Andreas Strobl studierte an der Universität München Kunstgeschichte, Philosophie und Geschichte. Er schloss das Studium 1991 bei Hans Belting mit dem Magister artium (Thema: Die Brüsseler Gerechtigkeitstafeln des Dieric Bouts. Studien zu einer städtischen Ikonographie) ab. 1994 wurde er an der TU Berlin bei Robert Suckale mit der Arbeit Otto Dix. Eine Künstlerkarriere in den zwanziger Jahren promoviert. 1996/97 hatte er ein Stipendium der Deutschen Forschungsgemeinschaft zu dem Thema: Das Verhältnis von Kunstkritik und Kunstwissenschaft in der Weimarer Republik am Beispiel Curt Glasers.
Nach einem Volontariat bei den Staatlichen Museen in Bayern arbeitete er 2000/01 als wissenschaftlicher Mitarbeiter für die Sammlung der Zeichnungen am Museum Georg Schäfer und 2001/02 als Kustos für die Kunst des 19. und 20. Jahrhunderts am Kupferstichkabinett der Kunsthalle Bremen.
Seit dem 1. Oktober 2002 ist er Konservator für die Kunst des 19. Jahrhunderts an der Staatlichen Graphischen Sammlung München. Daneben war er zwischen 1996 und 2012 Autor des Allgemeinen Künstlerlexikons und veröffentlichte von 1994 bis 2013 in der SZ Sachbuchrezensionen sowie von 2000 bis 2011 in der FAZ Sachbuchrezensionen und Beiträge in der Rubrik Geisteswissenschaften.
Er publiziert zur Kunst des 19. und 20. Jahrhunderts, zur Rezeptionsästhetik in der Kunstgeschichte, zur Karikatur sowie zur Geschichte der Kunstkritik.

## Veröffentlichungen (Auswahl)
- Otto Dix. Eine Malerkarriere der zwanziger Jahre. D. Reimer, Berlin 1996, ISBN 3-496-01145-9.
- Franz Marc. „Heuhocken im Schnee“ und „Tierkomposition“ (= Patrimonia 161). Franz Marc Museum, Kochel am See / Kulturstiftung der Länder, Berlin 1999.
- Bruno Paul. Simplicissimus. Ausstellungskatalog Pinakothek der Moderne, Staatliche Graphische Sammlung, München 2003.
- Franz Marc Museum Kochel am See. Deutscher Kunstverlag München 2003.
- Curt Glaser. Kunsthistoriker – Kunstkritiker – Sammler. Eine deutsch-jüdische Biographie. Böhlau, Köln 2006.
- Der Zeichner Karl Arnold. Ausstellungskatalog und Monographie Staatliche Graphische Sammlung München in der Pinakothek der Moderne, Deutscher Kunstverlag, München/Berlin 2012.
- Édouard Vuillard. Einblicke in die Lithowerkstatt. Ausstellungskatalog Staatliche Graphische Sammlung München in der Pinakothek der Moderne (Studio-Reihe der Staatlichen Graphischen Sammlung München Bd. 5), Deutscher Kunstverlag, Berlin/München 2015.
- mit Max Oppel: Franz von Pocci. Phantasie und Spott. Studio-Reihe der Staatlichen Graphischen Sammlung München, Band 6, Deutscher Kunstverlag, Berlin/München 2019.
- mit Peter Pinnau: Heinz Butz. Kleinskulpturen, München: Sieveking 2022, ISBN 978-3-947641-27-7.

Herausgeber/Mitherausgeber
- mit Peter Pinnau: Haupt- und Nebenwege. Ausstellungskatalog Lothringer 13. edition belleville, München 1994.
- mit Peter Pinnau: Malerei. Ausstellungskatalog Lothringer 13. München 1996.
- mit Michael Semff: Die Gegenwart der Linie. Eine Bestandsauswahl neuerer Erwerbungen des 20. und 21. Jahrhunderts. Ausstellungskatalog Staatliche Graphische Sammlung München in der Pinakothek der Moderne. Staatliche Graphische Sammlung München, München 2009.
- mit Eva Afuhs: Hermann Obrist. Skulptur/Raum/Abstraktion um 1900. Ausstellungskatalog Museum für Gestaltung Zürich. Staatliche Graphische Sammlung München, Zürich: Scheidegger & Spiess 2009.
- „Monsieur Daumier, Ihre Serie ist reizvoll.“ Die Stiftung Kames. Ausstellungskatalog Staatliche Graphische Sammlung München. Deutscher Kunstverlag, München 2012.
- Rudolf von Alt. … genial, lebhaft, natürlich und wahr. Der Münchner Bestand und seine Provenienz. Ausstellungskatalog Staatliche Graphische Sammlung München in der Pinakothek der Moderne, München, Deutscher Kunstverlag, Berlin/München 2015.
- mit Claudia Denk für die Christoph Heilmann Stiftung: Landschaftsmalerei, eine Reisekunst? – Mobilität und Naturerfahrung im 19. Jahrhundert. Deutscher Kunstverlag, Berlin/München 2017.

| Personendaten    | Personendaten             |
| ---------------- | ------------------------- |
| NAME             | Strobl, Andreas           |
| KURZBESCHREIBUNG | deutscher Kunsthistoriker |
| GEBURTSDATUM     | 1965                      |
| GEBURTSORT       | München                   |